# Una Una
Una Una (indon. Pulau Una Una; auch Una-Una oder Unauna) ist eine indonesische Insel nahe am Äquator. Die etwa 50 km² große Insel befindet sich im Golf von Tomini bei Sulawesi. Geographisch gehört Una Una zu den Togianinseln, administrativ zur Provinz Sulawesi Tengah.
Den größten Teil der bis 507 m hohen Insel nimmt der aktive Stratovulkan Colo ein. Bis 1983 war Una Una überwiegend mit Kokospalmen bewachsen und es lebten 7000 Menschen auf der Insel. Vor einem verheerenden Ausbruch des Colo im Juli 1983 musste Una Una evakuiert werden, die Insel wurde durch pyroklastische Ströme fast vollständig verwüstet. Zurzeit leben nur etwa 200 Menschen auf Una Una, die meisten der ursprünglichen Bewohner konnten nicht mehr zurückkehren.